# Sam Hidalgo-Clyne
Pour les articles homonymes, voir Hidalgo et Clyne.

a Compétitions nationales et continentales officielles uniquement.

b Matchs officiels uniquement.
Dernière mise à jour le 18 mars 2023.
Samuel Peter Hidalgo-Clyne, né le 4 août 1993 à Grenade (Espagne), est un joueur international écossais de rugby à XV jouant au poste de demi de mêlée.

## Biographie

### Jeunesse et formation
Né à Grenade, en Espagne, Sam Hidalgo-Clyne déménage à Édimbourg à l'âge de trois ans. Il commence à jouer au rugby à l'école primaire pour le Forrester RFC et a continue durant ses études secondaires à la Royal High School. Ayant obtenu une bourse d'études, il fréquenté la Merchiston Castle School où il a joué en tant que pilier avant d'être repositionné en tant que demi de mêlée.

### En club
Sam Hidalgo-Clyne fait ses débuts professionnels en 2013 avec Édimbourg Rugby. À la fin de la saison 2014-2015, il est nommé Joueur de l'année en Pro12.
Âgé de 24 ans, après cinq saisons et plus de cent matchs joués en Écosse, il quitte Édimbourg à la fin de son contrat et rejoint les Scarlets pour la saison 2018-2019. Il est alors en concurrence pour la place de titulaire au poste de demi de mêlée avec Gareth Davies, Jonathan Evans et Kieran Hardy qui revient de Jersey.
En mars 2019, il est prêté aux Harlequins pour finir la saison 2018-2019 et y remplacer Charlie Mulchrone, blessé,. De retour de prêt, il décide de quitter les Scarlets, seulement un an après son arrivée au pays de Galles.
En début de saison 2019-2020, il rejoint le Racing 92 en tant que joker Coupe du monde pour pallier l'absence de Maxime Machenaud, parti au mondial avec les Bleus.
En décembre 2019, il s'engage avec Lyon en tant que joker médical de Jean-Marc Doussain, pour trois mois. Après seulement sept matchs joués avec le LOU, il rejoint les Exeter Chiefs en 2020,avec qui il signe un contrat de deux ans,.
À la suite de la pandémie de Covid-19 qui décale les compétitions, il rejoint les Chiefs à l'été 2020 et peut participer à la fin de saison 2019-2020. Ainsi, son nouveau club joue dans un premier temps la finale de la Coupe d'Europe contre le Racing 92. Il entre en jeu à la place de Jack Maunder dans ce match qui se termine par une victoire anglaise 31 à 27,. En championnat son équipe est également finaliste. Les Chiefs rencontrent les Wasps. Sam Hidalgo-Clyne remplace encore une fois Maunder en cours de partie et les siens l'emportent 19 à 13 et réalisent ainsi le doublé Coupe d'Europe/Championnat,.
À l'issue de son contrat en 2022, il quitte Exeter pour l'Italie et s'engage avec le Benetton Trévise,.

### En équipe nationale
Il a obtenu sa première cape internationale le 7 février 2015 à l'occasion d'un match contre l'équipe de France à Saint-Denis (France).

## Palmarès

### En club
- Exeter Chiefs
  - Vainqueur de la Coupe d'Europe en 2020
  - Vainqueur du Championnat d'Angleterre en 2020

### Distinctions personnelles
- Pro 12 Young Player of the Year en 2015
- John Macphail Scholarship en 2013

## Statistiques en équipe nationale
- 9 sélections (1 fois titulaire, 8 fois remplaçant)
- Sélections par année : 8 en 2015, 1 en 2016
- Tournois des six nations disputés : 2015, 2016

En Coupe du monde : 
- 2015 : 1 sélection (Afrique du Sud)